# المعز محجوب
المعز محجوب عبد الله الهادي (14 أغسطس 1978 - ) لاعب كرة قدم سوداني سابق شغل مركز حارس المرمى. شارك مع منتخب السودان لكرة القدم في كأس الأمم الأفريقية عامي 2008 و2012.

## مسيرته
بدأ المعز محجوب مع نادي الأحرار بمدينة أم درمان عام 1995 قبل انتقاله إلى الموردة عام 1998 حيث تألق هناك ولفت أنظار نادي الهلال موقعاً معه عام 2002 وحقق العديد من البطولات ففاز بلقب الدوري 8 مرات والكأس 3 مرات.
بعد 13 عاماً مع الهلال قرر النادي إنهاء ارتباطه باللاعب وبالتالي انتقل المعز إلى الغريم التقليدي المريخ ولعب معه لمدة عامين قبل رحيله إلى نادي الرابطة كوستي وبعده حي الوداي.

## مسيرته مع المنتخب
لعب المعز أول مباراة دولية مع المنتخب السوداني في 12 أكتوبر 2002 ضد تنزانيا والتي انتهت لصالح 2-1 لصالح السودان.
في عام 2006 ساهم مع المنتخب بالفوز ببطولة شرق ووسط أفريقيا (سيكافا) لأول مرة منذ 26 عاماً. كما ساهم بالوصول إلى نهائيات كأس الأمم الأفريقية عام 2008 بعد غياب طويل وشارك مرة ثانية مع المنتخب في نسخة 2012 وخرج من الدور ربع النهائي بعد الهزيمة 0-3 أمام زامبيا.
وفي 25 أكتوبر 2015 لعب المعز محجوب مباراته الأخيرة مع المنتخب في تصفيات بطولة أمم أفريقيا للمحليين 2016 ضد أوغندا والتي انتهت بالخسارة 0-2.

## الإنجازات

### مع الهلال
- الدوري السوداني الممتاز: 2003، 2004، 2005، 2006، 2007، 2009، 2010، 2012.
- كأس السودان: 2004، 2009، 2011

### مع المريخ
- الدوري السوداني الممتاز: 2015.
- كأس السودان: 2015

### مع منتخب السودان
- كأس سيكافا: 2006.

## وصلات خارجية
- المعز محجوب على موقع قاعدة بيانات كرة القدم.إي يو (الإنجليزية)
- المعز محجوب على موقع ناشيونال فوتبول تيمز (الإنجليزية)

- Elmuez_Mahgoub_Abdallah (بالإنجليزية)